# Born to Raise Hell – Zum Töten geboren!
Der Actionfilm Born to Raise Hell – Zum Töten geboren! entstand 2010 unter der Regie von Lauro Chartrand.

## Handlung
Robert 'Bobby' Samuels ist ein harter Interpolagent, der mit einer osteuropäischen Task-Force den Waffen- und Drogenhandel am Balkan unterbinden soll. Während sie einen russischen Waffenhändler in Bukarest überwachen, werden Samuels und sein Team in einen blutigen Bandenkrieg zwischen einer Gang aus Zigeunern und den Russen verwickelt, der ein Mitglied des Teams das Leben kostet. Angetrieben vom Wunsch nach Rache, beschließt Samuels, die kriminellen Aktivitäten der Gangs zu beenden.

## Kritik
Das Lexikon des internationalen Films sah einen „Action- und Prügelfilm nach gängigen Mustern, in dem Steven Seagal häufiger als gewohnt gedoubelt wird, was wohl durch den vermehrten Einsatz weiblicher Reize ausgeglichen werden soll.“

## Sonstiges
Der Film wurde in Bukarest mit einem Budget von etwa 10 Millionen Dollar gedreht.